# Championnat d'Angleterre de football 1921-1922
Navigation
Édition précédente Édition suivante
La 30e édition du championnat d'Angleterre de football est remportée par Liverpool. C’est la troisième fois que le club gagne le titre de champion d’Angleterre.  
Le système de promotion/relégation reste en place: descente et montée automatique, sans matchs de barrage pour les deux derniers de première division et les deux premiers de deuxième division. Bradford City et Manchester United descendent en deuxième division. Ils sont remplacés pour la saison 1922/23 par Nottingham Forest et Stoke City.
Andrew Wilson, joueur de Middlesbrough FC, avec  38 buts, termine meilleur buteur du championnat. 

## Les clubs de l'édition 1921-1922
| Club                                      | Ville         |
| ----------------------------------------- | ------------- |
| Arsenal Football Club                     | Londres       |
| Aston Villa Football Club                 | Birmingham    |
| Birmingham City Football Club             | Birmingham    |
| Blackburn Rovers Football Club            | Blackburn     |
| Bolton Wanderers Football Club            | Bolton        |
| Bradford City Association Football Club   | Bradford      |
| Burnley Football Club                     | Burnley       |
| Cardiff City Football Club                | Cardiff       |
| Chelsea Football Club                     | Londres       |
| Everton Football Club                     | Liverpool     |
| Huddersfield Town Football Club           | Huddersfield  |
| Liverpool Football Club                   | Liverpool     |
| Manchester City Football Club             | Manchester    |
| Manchester United Football Club           | Manchester    |
| Middlesbrough Football Club               | Middlesbrough |
| Newcastle United Football Club            | Newcastle     |
| Oldham Athletic Association Football Club | Oldham        |
| Preston North End Football Club           | Preston       |
| Sheffield United Football Club            | Sheffield     |
| Sunderland Association Football Club      | Sunderland    |
| Tottenham Hotspur Football Club           | Londres       |
| West Bromwich Albion Football Club        | Birmingham    |

## Classement
| Rang | Équipe               | Pts | J  | G  | N  | P  | Bp | Bc | Diff |
| ---- | -------------------- | --- | -- | -- | -- | -- | -- | -- | ---- |
| 1    | Liverpool            | 57  | 42 | 22 | 13 | 7  | 63 | 36 | +27  |
| 2    | Tottenham Hotspur    | 51  | 42 | 21 | 9  | 12 | 65 | 39 | +26  |
| 3    | Burnley              | 49  | 42 | 22 | 5  | 15 | 72 | 54 | +18  |
| 4    | Cardiff City         | 48  | 42 | 19 | 10 | 13 | 61 | 53 | +8   |
| 5    | Aston Villa          | 47  | 42 | 22 | 3  | 17 | 74 | 55 | +19  |
| 6    | Bolton Wanderers     | 47  | 42 | 20 | 7  | 15 | 68 | 59 | +9   |
| 7    | Newcastle United     | 46  | 42 | 18 | 10 | 14 | 59 | 45 | +14  |
| 8    | Middlesbrough        | 46  | 42 | 16 | 14 | 12 | 79 | 69 | +10  |
| 9    | Chelsea              | 46  | 42 | 17 | 12 | 13 | 40 | 43 | -3   |
| 10   | Manchester City      | 45  | 42 | 18 | 9  | 15 | 65 | 70 | -5   |
| 11   | Sheffield United     | 40  | 42 | 15 | 10 | 17 | 59 | 54 | +5   |
| 12   | Sunderland           | 40  | 42 | 16 | 8  | 18 | 60 | 62 | -2   |
| 13   | West Bromwich Albion | 40  | 42 | 15 | 10 | 17 | 51 | 63 | -12  |
| 14   | Huddersfield Town    | 39  | 42 | 15 | 9  | 18 | 53 | 54 | -1   |
| 15   | Blackburn Rovers     | 38  | 42 | 13 | 12 | 17 | 54 | 57 | -3   |
| 16   | Preston North End    | 38  | 42 | 13 | 12 | 17 | 42 | 65 | -23  |
| 17   | Arsenal              | 37  | 42 | 15 | 7  | 20 | 47 | 56 | -9   |
| 18   | Birmingham City      | 37  | 42 | 15 | 7  | 20 | 48 | 60 | -12  |
| 19   | Oldham Athletic      | 37  | 42 | 13 | 11 | 18 | 38 | 50 | -12  |
| 20   | Everton              | 36  | 42 | 12 | 12 | 18 | 57 | 55 | +2   |
| 21   | Bradford City        | 32  | 42 | 11 | 10 | 21 | 48 | 72 | -24  |
| 22   | Manchester United    | 28  | 42 | 8  | 12 | 22 | 41 | 73 | -32  |

|  | Champion d'Angleterre |
|  | Relégation            |

### Meilleur buteur
- Andrew Wilson, Middlesbrough,   31 buts

## Bilan de la saison
| Tableau d'Honneur                    |                   |
| Compétition                          | Vainqueur         |
| Championnat d'Angleterre de football | Liverpool         |
| Coupe d'Angleterre de football       | Huddersfield Town |
| Charity Shield                       | Tottenham         |

| Promotions et relégations |                                 |
| Promus                    | Nottingham Forest Stoke City    |
| Relégués                  | Bradford City Manchester United |

## Sources
- Classement sur rsssf.com